# Victor Christgau
Victor Laurence August Christgau (* 20. September 1894 bei Austin, Minnesota; † 10. Oktober 1991 in Washington, D.C.) war ein US-amerikanischer Politiker. Von 1929 bis 1933 vertrat er den Bundesstaat Minnesota im US-Repräsentantenhaus.

## Werdegang
Victor Christgau besuchte die öffentlichen Schulen seiner Heimat einschließlich der Austin High School. Anschließend studierte er bis 1917 an der landwirtschaftlichen Fakultät der University of Minnesota in St. Paul. Während des Ersten Weltkrieges war er als Soldat der US Army in Europa eingesetzt. Nach dem Krieg setzte er zunächst bis 1923 sein Studium fort. Danach arbeitete er in der Landwirtschaft.
Politisch schloss sich Christgau der Republikanischen Partei an. Von 1927 bis 1929 saß er im Senat von Minnesota. Bei den Kongresswahlen des Jahres 1928 wurde er im ersten Wahlbezirk von Minnesota in das US-Repräsentantenhaus in Washington gewählt, wo er am 4. März 1929 die Nachfolge von Allen J. Furlow antrat. Nach einer Wiederwahl im Jahr 1930 konnte er bis zum 3. März 1933 zwei Legislaturperioden im Kongress absolvieren. In diese Zeit fiel der Beginn der Weltwirtschaftskrise. Kurz vor Ende seiner zweiten Legislaturperiode wurde der 20. Verfassungszusatz verabschiedet, durch den der Beginn der Amtszeiten des Präsidenten und der Legislaturperioden des Kongresses vom 4. März auf den 20. bzw. 3. Januar vorverlegt wurden. Diese Änderung trat 1935 in Kraft und gilt bis heute. Im Jahr 1932 wurde Christgau von seiner Partei nicht für eine weitere Amtszeit nominiert.
Nach dem Ende seiner Zeit im US-Repräsentantenhaus arbeitete Christgau wieder in der Landwirtschaft. Bis 1938 bekleidete er einige offizielle Positionen in landwirtschaftlichen Behörden. Von 1939 bis 1954 leitete er die Arbeits- und Sozialbehörde des Staates Minnesota. Danach war er von 1954 bis 1963 Direktor des Bureau of Old Age and Survivors Insurance, Social Security Administration. Bis 1967 leitete er die Bundessozialversicherungsbehörde in Washington. Victor Christgau verbrachte auch seinen Lebensabend in der Bundeshauptstadt, in der er am 10. Oktober 1991 verstarb.